# Eline Dalemans
Eline Dalemans (25 februari 1991) is een Belgische atlete, die gespecialiseerd is in de (middel)lange afstand, de 3000 m steeple en het veldlopen. Ze werd zesmaal Belgisch kampioene.

## Loopbaan
Dalemans nam in 2009 op de 3000 m steeple deel aan de Europese kampioenschappen U20 in Novi Sad. Ze geraakte niet in de finale. Bij het veldlopen kwam ze dat jaar bij het Europese kampioenschap U20 niet verder dan de zeventigste plaats. Nadien werd haar carrière jarenlang gehinderd door blessures.
In 2019 werd Dalemans voor het eerst Belgisch kampioene op de 3000 m steeple. Ze werd dat jaar ook derde op het Belgisch kampioenschap 10 km. In 2020 kon ze haar Belgische titel verlengen met een persoonlijk record.
Dalemans was in de jeugd aangesloten bij KAA Gent. Ze stapte nadien over naar Atletiekclub VITA, Racing Gent en Atletiekvereniging Lokeren.

## Belgische kampioenschappen
Outdoor
| Onderdeel             | Jaar                         |
| --------------------- | ---------------------------- |
| 3000 m steeple        | 2019, 2020, 2021, 2022, 2024 |
| veldlopen korte cross | 2024                         |

## Persoonlijke records
Outdoor
| Onderdeel      | Prestatie    | Datum         | Plaats  |
| -------------- | ------------ | ------------- | ------- |
| 1500 m         | 4.18,69      | 24 juli 2021  | Lier    |
| 3000 m         | 9.09,99      | 29 juli 2022  | Goes    |
| 5000 m         | 16.04,15     | 5 juli 2024   | Goes    |
| 3000 m steeple | 9.25,80 (NR) | 9 juni 2025   | Hengelo |
| 10 km          | 33.23        | 13 april 2025 | Leuven  |

## Palmares

### 3000 m steeple
- 2009: 8e in reeksen EK U20 te Novi Sad - 10.52,64
- 2019:  BK AC te Oudenaarde - 10.22,94
- 2020:  BK AC te Eigenbrakel - 10.05,02
- 2021:  BK AC te Gentbrugge - 10.41,21
- 2022:  BK AC - 9.49,41
- 2023:  BK AC - 10.40,13
- 2024:  BK AC - 9.43,31
- 2025: 7e FBK Games - 9.25,80 (NR)
- 2025:  EK voor landenteams (2e div.) in Maribor – 9.33,04

### 5000 m
- 2019:  BK AC - 17.10,53

### 10 km
- 2019:  BK in Lokeren - 34.20

### veldlopen
- 2009: 70e EK U20 in Dublin
- 2021:  BK AC in Laken
- 2022:  BK AC in Laken
- 2022: 49e EK in Turijn
- 2024:  BK AC korte cross in Hulshout